# Moane
Moane är en tätort i Øystre Slidre kommun i Innlandet fylke i Norge. Orten ligger sydöst om kommunens centralort Heggenes.